# Борецкий-Бергфельд, Николай Петрович
Николай Петрович Борецкий-Бергфельд (1880 — ?) — русский историк и публицист.
Николай Борецкий-Бергфельд родился 30 мая 1880 года в Тифлисе.
Автор статей в Еврейской энциклопедии Брокгауза и Ефрона, в том числе:
- Антисемитизм в Австро-Венгрии // Еврейская энциклопедия Брокгауза и Ефрона. — СПб., 1908—1913.
- Антисемитизм в Румынии // Еврейская энциклопедия Брокгауза и Ефрона. — СПб., 1908—1913.
- Антисемитизм во Франции // Еврейская энциклопедия Брокгауза и Ефрона. — СПб., 1908—1913.
- Аренда в Румынии // Еврейская энциклопедия Брокгауза и Ефрона. — СПб., 1908—1913.

Также написал ряд статей для Энциклопедии братьев Гранат.

## Семья
Был женат на Полине Черняк (урождённой Шатуновской; вышла замуж за Борецкого вторым браком) — матери будущей писательницы Натали Саррот (1900—1999). Выйдя замуж, взяла фамилию Борецкая-Бергфельд, но публиковалась под псевдонимом «Н. Вихровский»; написала роман «Время» (Берлин: Парабола, 1932) и повесть «Их жизнь».

## Труды
- Борецкий-Бергфельд Н. П. История Венгрии в Средние века и Новое время. — СПб.: изд-во Акц. Общ. «Брокгауз-Ефрон», 1908.
- Борецкий-Бергфельд Н. П. История Румынии. — СПб.: изд-во Акц. Общ. «Брокгауз-Ефрон», 1909.
- Борецкий-Бергфельд Н. П. Колониальная история западно-европейских континентальных стран. — СПб.: изд-во Акц. Общ. «Брокгауз-Ефрон», 1910.